# جراحة استكشافية
الجراحة الاستكشافية هي أسلوب تشخيصي يستخدمه الأطباء عند محاولة إيجاد تشخيص لأحد الأمراض. ويمكن إجراؤها على البشر والحيوانات، ولكنها أكثر شيوعًا في الحيوانات. ويتم استخدام الجراحة الاستكشافية على نحو أكثر شيوعًا لتشخيص أو تحديد مكان السرطان عند البشر، ولكن يمكن استخدامها لأمراض أخرى أيضًا.
ولقد أدى استخدام تقنيات جديدة مثل التصوير بالرنين المغناطيسي (MRI) إلى خفض معدل إجراء الجراحات الاستكشافية.

## الجراحة الاستكشافية والسرطان
في بعض الأحيان، يتواجد السرطان في مكان يتعذر على الاختبارات العادية اكتشافه فيه. وفي هذه الحالة، يتعين على الأطباء اللجوء إلى الجراحة والبحث عن الكتلة السرطانية يدويًا. ولا يُستخدم هذا الإجراء، وهو ما يترافق عادة مع الجراحة الاستكشافية، للعلاج على الإطلاق.[بحاجة لمصدر] إذ يتم استخدامه بشكل رئيسي لتحديد موقع الورم ومدى ضرره. وإذا تم العثور على ورم، يتم إجراء الخزعة ويتم إجراء فحوصات لمعرفة نوع السرطان الذي تم اكتشافه.[بحاجة لمصدر]

## الجراحة الاستكشافية في الحيوانات
نظرًا لأن الحيوانات لا تستطيع التعبير عن الأعراض التي تعاني منها بسهولة مثل البشر، تكون الجراحة الاستكشافية أكثر شيوعًا عند الحيوانات. ويتم إجراء الجراحة الاستكشافية عند البحث عن جسم غريب قد يكون استقر في جسم الحيوان أو عند البحث عن السرطان أو عند البحث عن مشاكل الجهاز الهضمي العديدة الأخرى. وهي إجراء روتيني إلى حد ما يتم إجراؤه فقط بعد إجراء الفحوصات وبعد إظهار وظائف الدم لأي شيء غريب.